# Ланфроја (Лоди)
Ланфроја је насеље у Италији у округу Лоди, региону Ломбардија.
Према процени из 2011. у насељу је живело 28 становника. Насеље се налази на надморској висини од 73 м.